# Drużków Pusty
Drużków Pusty – wieś w Polsce położona w województwie małopolskim, w powiecie brzeskim, w gminie Iwkowa.
W latach 1975–1998 miejscowość administracyjnie należała do województwa tarnowskiego. Integralne części miejscowości: Burdak, Koziny, Lzy, Poczekaj.